# Tephrosia mossiensis
Tephrosia mossiensis är en ärtväxtart som beskrevs av Auguste Jean Baptiste Chevalier. Tephrosia mossiensis ingår i släktet Tephrosia och familjen ärtväxter. Inga underarter finns listade i Catalogue of Life.